# Staré Kladno
Staré Kladno (také Kladno (staré)) byla železniční stanice (později nákladová stanice)  v katastrálním území Dubí u Kladna, části statutárního města Kladno v okrese Kladno. Leželo na jednokolejné neelektrizované trati Kralupy nad Vltavou – Kladno v blízkosti Vojtěšské huti.

## Historie
Stanice Staré Kladno (dříve Kladno) bylo koncovou stanicí Buštěhradské dráhy na trati z Kladna do Kralup nad Vltavou. Stanice se nacházela v blízkosti Vojtěšské huti a dolu Václav, ke kterému vedla vlečka. V roce 1858 byla propojena s Kladensko-nučickou dráhou, která přivážela železnou rudu. V koncové stanici byla postavena typová dvoupodlažní výpravní budova obdobná jako ve stanici Brandýsek, ale menší, pouze s pěti okenními osami a výtopna. Architektem staveb byl inženýr Josef Chvála. Nárůstem nakládky uhlí a železářských výrobků byla stanice rozšířena a v roce 1872 postavena nová hrázděná výpravní budova východně od stávající výpravny z roku 1855 a dále v linii byla postavena hrázděná budova skladu. V roce 1874 byla zastavena osobní doprava a stanice přeměněna na nákladní. V roce 1948 byla stanice převedena do vlastnictví národního podniku SONP Kladno a od roku 1950 přestala být stanicí ČSD a trať Staré Kladno – Dubí se stala vlečkou. V roce 1990 byl úsek Kladno – Staré Kladno zcela zrušen a trať snesena. Z objektů se dochovala výpravní budova z roku 1855, která přestavbami ztratila svůj architektonický charakter. Výpravní budova z roku 1872, přestože byla památkově chráněna byla v sedmdesátých letech 20. století bez vědomí památkové péče zbourána. Její administrativní zánik byl proveden v roce 2022.